# 埃米莉·西博姆
埃米莉·简·西博姆（英語：Emily Jane Seebohm，1992年6月5日—），出生於南澳大利亚州阿德萊德，澳大利亚游泳運動員。擅長仰泳。她在2008年夏季奥林匹克运动会和2007年世界游泳锦标赛上都获得女子4×100米混合泳接力金牌。